# Euchalcia sergia
Euchalcia sergia là một loài bướm đêm trong họ Noctuidae.